# The Changing of Times
The Changing of Times (del inglés, El cambio de los tiempos) es el tercer álbum escrito y producido por la banda Underoath. El álbum fue lanzado el 26 de febrero de 2002 bajo el sello discográfico de Solid State Records. Este fue el último álbum con Dallas Taylor como vocalista y Octavio Fernández como guitarrista. 
El álbum presenta un cambio sustancial de estilo con respecto a Cries of the Past, mostrándose más dinámico y melódico, aunque conservando al mismo tiempo el eje pesado de la banda cercano al metalcore. Al mismo tiempo las canciones se acortan dramáticamente. Su sonido es comparado a contemporáneos como Hopesfall y Thursday, siendo un contraste entre su antecesor y predecesor, con fuertes influencias del screamo, hardcore melódico, indie rock,
y emo.

## Lista de canciones
1. "When the Sun Sleeps" – 5:33
2. "Letting Go Of Tonight" – 1:52
3. "A Message for Adrienne" – 4:37
4. "Never Meant to Break Your Heart" – 3:55
5. "The Changing Of Times" – 4:08
6. "Angel Below" – 3:23
7. "The Best Of Me" – 3:33
8. "Short Of Daybreak" – 2:43
9. "Alone in December" – 5:12
10. "814 Stops Today" – 0:48

## Personal
Underoath
- Aaron Gillespie – voces (tracks 1, 5 y 9), batería, coros, guitarra adicional.
- Dallas Taylor – voces
- Timothy McTague – guitarra principal
- Octavio Fernández – guitarra rítmica
- Billy Nottke – bajo
- Christopher Dudley – teclados, sintetizador, programación.

Producción
- James Paul Wisner - coros, arreglos de guitarra y bajo, productor.
- Mark Portnoy - batería adicional.
- Alan Douches - masterizador
- Dean Dydek - ingeniero auxiliar.
- Earl Gillespie - fotógrafo
- TheHaloFarm - diseño del álbum.
- Todas las canciones fueron escritas por Underoath.